# يوسف حسين جمعالي
يوسف حسين جمعالي (مدالي) (بالصومالية: Yuusuf Hussein Jimcaale)‏ هو عمدة العاصمة الصومالية مقديشو الحالي وحاكم محافظ بنادر، حيث عينه الرئيس حسن شيخ محمود خلفا لعمر محمود محمد في 7 سبتمبر 2022، وكان قد شغل المنصب نفسه في الفترة ما بين نوفمبر 2015 وأبريل 2017، وخلفه في المنصب ثابت عبدي محمد كما شغل منصب الأمين العام لحزب السلام والتنمية.